# Rue Léopold (Liège)
Pour les articles homonymes, voir Rue Léopold.
La rue Léopold est une voie de Liège en Belgique.

## Situation et accès
Cette rue du centre de Liège va de la place Saint-Lambert au pont des Arches.

## Historique
Percée en 1876, sous le règne de Léopold II, dans l'ancien quartier de la Madeleine qui en a été profondément modifié,, elle relie en ligne droite le centre ville au quartier d’Outremeuse, via le pont des Arches inauguré par Léopold 1er en 1860.

## Bâtiments remarquables et lieux de mémoire
La rue Léopold est constituée d'un ensemble homogène et de qualité d'immeubles caractéristiques de l'architecture de la fin du XIXe siècle.
- « 26 (aujourd'hui 24) rue Léopold » : Georges Simenon y est né, au 2e étage, le 12 février 1903.

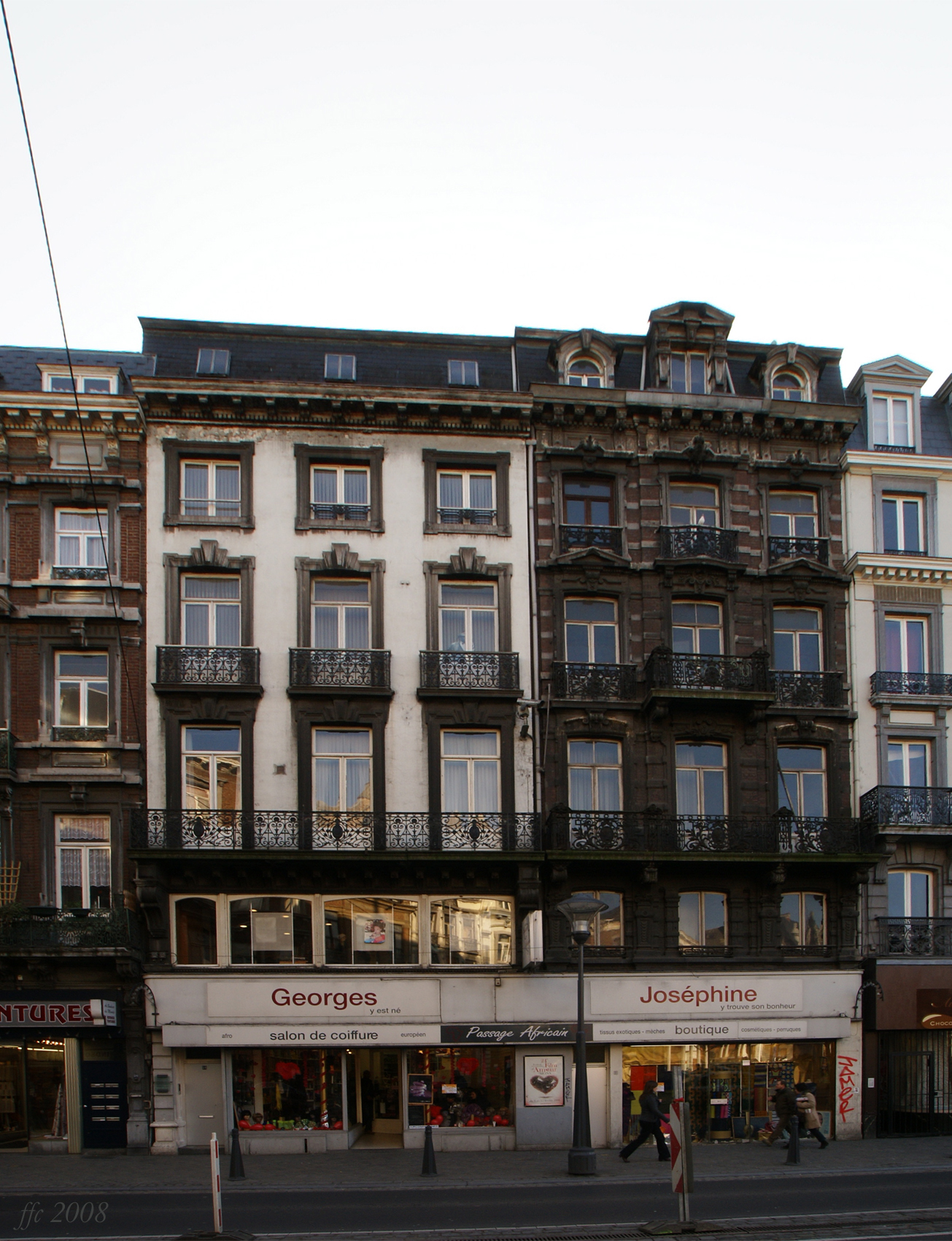
Maison natale de Georges Simenon.

- no 18 et no 20 : le 27 janvier 2010, une violente explosion de gaz détruit l'immeuble, provoquant la mort de 14 personnes, une vingtaine de blessés et d'importants dégâts matériels[4].
- no 40 : l'immeuble Aux Planteurs est classé au patrimoine immobilier de la région wallonne[5].

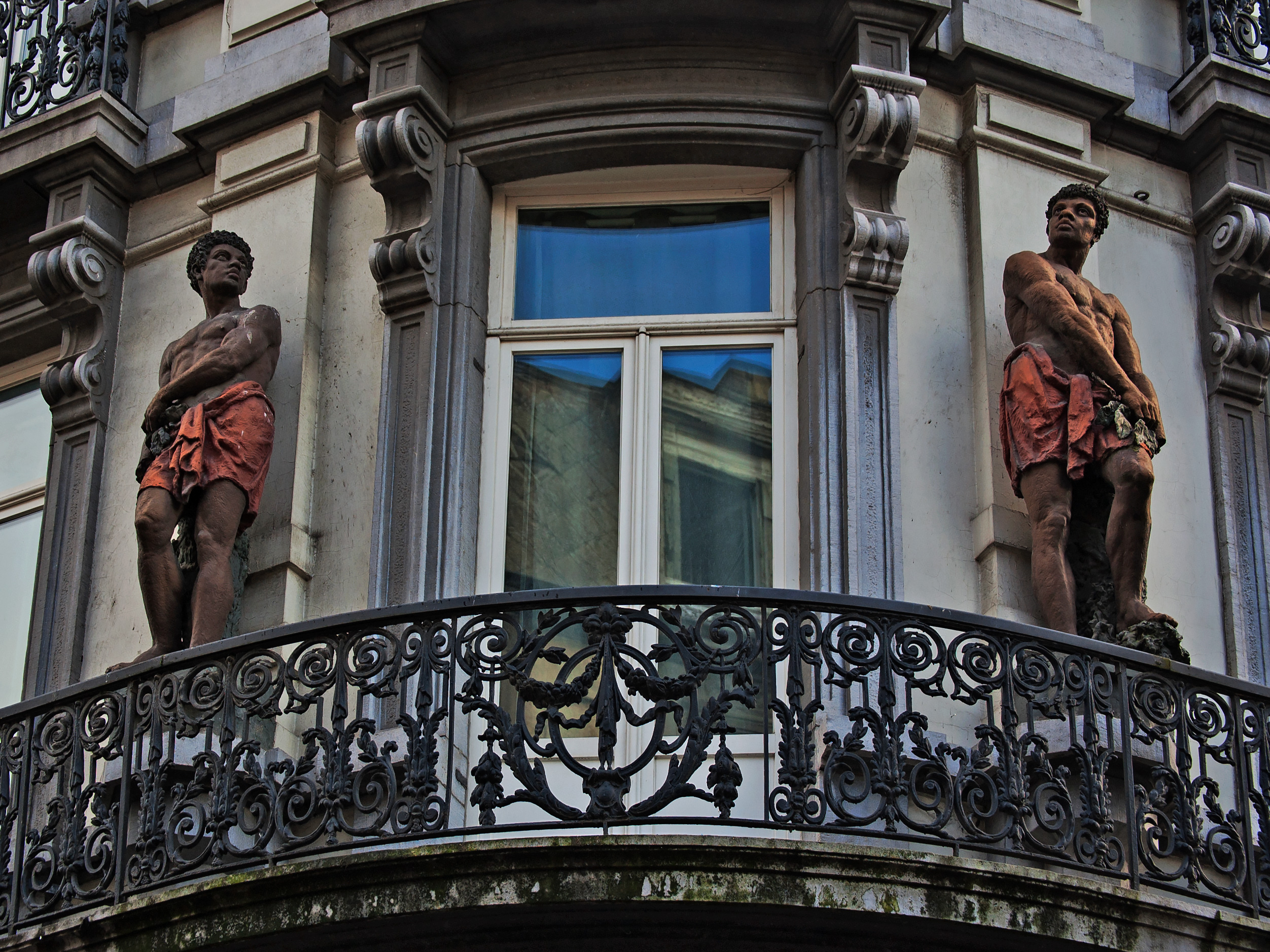
Statues du no 40.

## Voies adjacentes
De la place Saint-Lambert au pont des Arches :
- Place Saint-Lambert
- Rue de Bex
- Rue Souverain-Pont
- Rue Grande-Tour
- Place du Commissaire Maigret
- Rue de la Madeleine
- Rue Ferdinand Hénaux
- Rue Sainte-Catherine
- Rue de Gueldre
- Rue de la Cité
- Rue de la Cathédrale
- Rue Pied-du-Pont-des-Arches
- Quai de la Ribuée
- Quai Sur-Meuse
- Pont des Arches